# Partition de Chypre
Vous lisez un « bon article » labellisé en 2014.
1964 – 13 février 1975
Entités précédentes :
- Colonie britannique de Chypre

Entités suivantes :
- Chypre
- Chypre du Nord
- Akrotiri et Dhekelia

La partition de Chypre (grec moderne : Διχοτόμηση της Κύπρου, turc : Taksim) correspond à la division de facto de l'île en deux entités distinctes, géographiquement, culturellement et politiquement. Depuis l'été 1974, une ligne de démarcation sépare, au sud, la seule République chypriote reconnue quasi internationalement, et membre de l'Union européenne, la république de Chypre, dont la majorité des habitants appartiennent au groupe ethnolinguistique des Chypriotes grecs (près de 790 000 habitants en 2006 répartis sur 5 510 km2) et parle le grec chypriote et, au nord, la République « turque », appelée république turque de Chypre du Nord, seulement reconnue par la Turquie et composée en majorité de Turcs et de Chypriotes turcs (environ 265 000 habitants en 2006 répartis sur 3 355 km2) parlant le turc et le turc chypriote. Cet état de fait est la résultante historique conjuguée de l'ingérence étrangère sur l'île au XXe siècle et de facteurs historiques et communautaires plus anciens.
Avant 1974 et la séparation par une limite physique entre les deux communautés, l'île passe d'une période de domination politique et culturelle ottomane durant laquelle un nombre important de Turcs immigrent pour former la deuxième communauté après les descendants des Hellènes, au statut de colonie de l'Empire britannique. Dès 1931, des révoltes éclatent contre la domination de Londres ; en 1950, un premier référendum sur le rattachement de l'île à la Grèce est organisé mais le résultat n'est pas pris en compte par les Britanniques. Malgré l'indépendance de l'île accordée en 1960 et la tentative de former un gouvernement bi-communautaire, les tensions entre les deux groupes ethniques croissent jusqu'à leur apogée : la tentative de coup d'État de 1974 et l'intervention turque qui en résulte. Si la communauté chypriote est partagée physiquement dès 1964, le passé de l'île influe également sur le développement de fractures entre les deux groupes ethnolinguistiques.

## Contexte historique

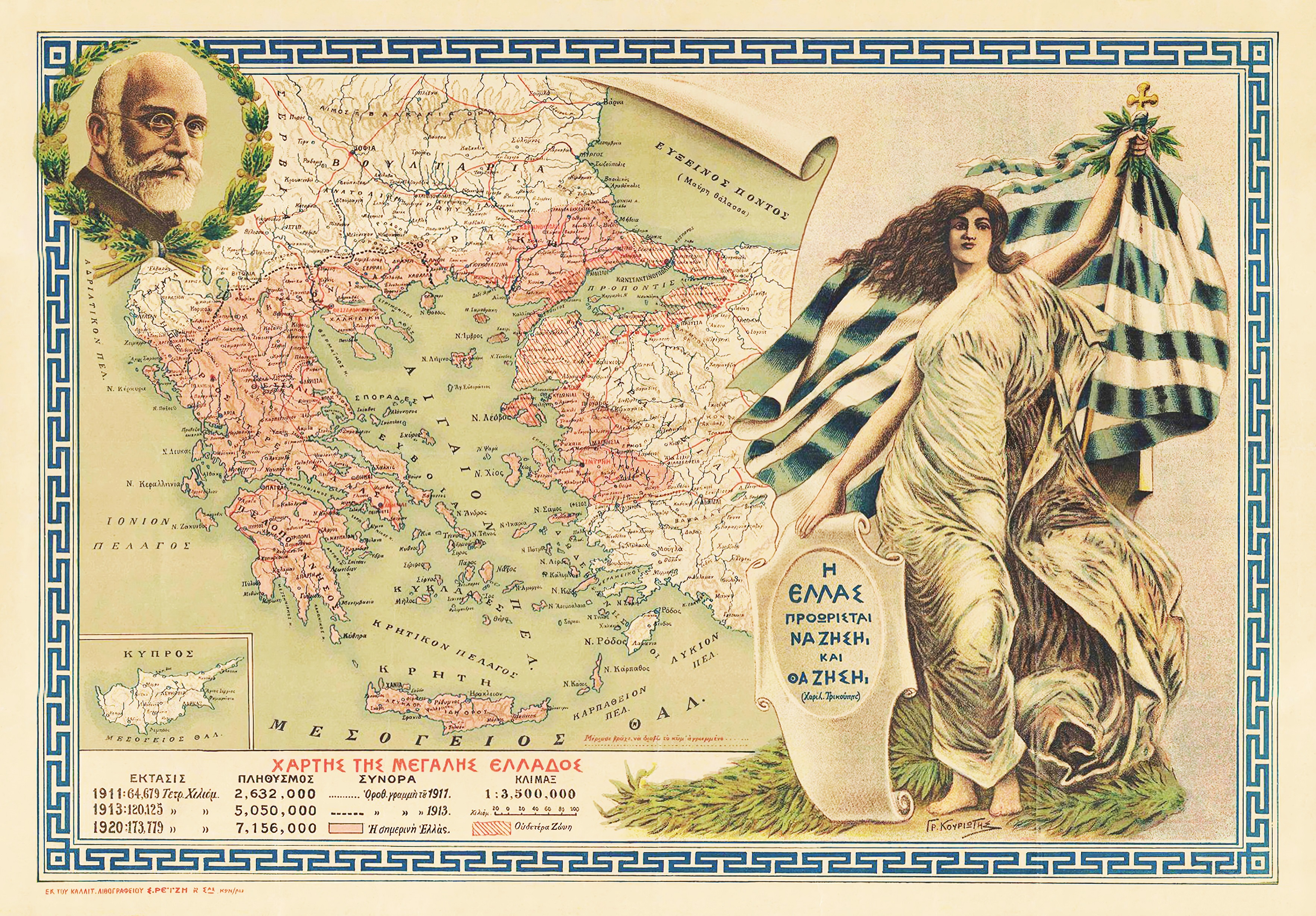
Représentation de la Grande Idée, un courant idéologique visant à unifier tous les Grecs dans un seul État-nation.

Un premier référendum sur le rattachement de l'île à la Grèce a lieu le 15 janvier 1950, soutenu par le Conseil Ethnarchique et l'Église orthodoxe, sous l'égide de l'archevêque Makários II. Cet évènement singulier s'intègre sur un plan historique dans la « Megáli Idéa », l'idée que tous les peuples grecs doivent être réunis dans un seul État-nation ; au niveau chypriote, cette idée se heurte à la domination britannique et ottomane/turque depuis le début du XXe siècle. 95,7 % des Chypriotes grecs se prononcent alors en faveur du rattachement : l'Union ou « Énosis » (en grec : ἕνωσις),,,, démontrant leur rejet de l'administration coloniale britannique en place depuis la fin de la Première Guerre mondiale, dans les urnes. Les administrateurs britanniques considèrent le plébiscite comme un stratagème dans la rivalité entre le parti AKEL – d'orientation communiste – et l'Église orthodoxe ; ils ne lui accordent aucune considération. L'anticommunisme occidental de l'après-guerre permet à Sir Andrew Wright, devenu gouverneur de l'île en 1949, de défendre sa politique répressive envers les partisans de l'Énosis (dont l'AKEL est au premier rang) auprès du Colonial Office,.

### Guerre civile
En parallèle, la rivalité entre la Grèce et la Turquie prend une ampleur internationale en 1954, lorsque la Grèce dépose aux Nations unies une motion sur l'autodétermination de l'île ; c'est le début d'une nouvelle phase de tensions inter-communautaires,. L'année suivante, le conflit se radicalise avec la création de l'EOKA, une organisation armée indépendantiste en faveur du rattachement de Chypre à la Grèce. Avec le début de ces actions armées asymétriques, débute une période de violences contre les forces britanniques et les Chypriotes turcs accusés d'être en faveur du rapprochement avec la Turquie. En six mois, on dénombre plus de 200 morts et disparus imputables aux affrontements, ainsi que le déplacement d'un millier de Chypriotes grecs du nord vers le sud de Nicosie et de 25 000 réfugiés Chypriotes turcs qui quittent les villages mixtes ou à majorité turque, où ils vivaient, vers les grandes villes les plus proches,. De nombreux mukhtars sont chassés, menacés ou assassinés et les rivalités entre les deux communautés s'accentuent sans que le gouvernement britannique de l'époque ne prenne de mesures conséquentes pour apaiser les tensions,.
En parallèle, les Britanniques utilisent des Chypriotes turcs dans les rangs des forces de l'ordre pour contrer les nationalistes chypriotes grecs. Cette accumulation de tensions conduisent au glissement d'un conflit anti-colonial vers un conflit inter-communautaire,. En 1956, la situation continue de s'aggraver ; l'archevêque Makários III – accusé de soutenir les indépendantistes – est déporté aux Seychelles et plusieurs membres de l'EOKA sont condamnés à mort par pendaison,. Entre 1947 et 1954, la seule réponse globale apportée par le Royaume-Uni est la tentative de mise en place du plan Winster, un projet de réforme interne prévoyant une Constitution, un gouvernement bi-communautaire sous administration britannique et une assemblée consultative d'élus locaux,,.

### Indépendance
| |  |  |
| L'archevêque, Mgr Makários III, premier président de la République et son vice-président, le Dr Fazıl Küçük. |  |  |

En février 1959, les dirigeants chypriotes des deux communautés rencontrent les dirigeants turcs, grecs et britanniques lors de deux conférences à Zurich et à Londres. Les Britanniques élaborent une nouvelle Constitution garantissant la souveraineté de l'île par la Turquie, la Grèce et le Royaume-Uni,,. Les trois États renoncent à leur domination sur l'île. Elle ne doit pas être divisée et les Britanniques peuvent conserver sur l'île deux bases militaires souveraines ; de facto, toute revendication politique en faveur de l'Énosis doit être abandonnée. Le 16 août 1960 Chypre devient une république indépendante au sein du Commonwealth, avec un président chypriote grec (l'archevêque Makários III est élu avec 67 % des voix exprimées,) et un vice-président chypriote turc (le Dr Fazıl Küçük). Elle est également admise aux Nations unies, avec une pleine souveraineté. Cependant, il reste toujours 950 soldats grecs et 650 soldats turcs venus protéger leurs ressortissants et les deux communautés pendant la période de troubles qui a précédé l'indépendance. Après son accession à l'indépendance, la totalité de l'île devient membre du Conseil de l'Europe dès le 24 mai 1961. Les troubles politiques internes, les tensions entre communautés et la montée de la violence (notamment entre les factions pro-Énosis et pro-turques comme l'EOKA et le TMT, l'organisation de défense turque) poussent la Turquie à exprimer à son tour une ancienne revendication : le Taksim, soit la partition de l'île entre les deux communautés.

### Transition politique
Le Taksim est renforcé par les mouvements de population : la séparation géographique se durcit en décembre 1963 durant la « semaine noire » qui fait 134 morts dont 108 Chypriotes turcs et 20 000 nouveaux déplacés,.
Cette situation conduit le Conseil de sécurité à adopter à l'unanimité, le 4 mars 1964, la résolution 186, qui recommande la création de la Force des Nations unies chargée du maintien de la paix à Chypre (UNFICYP) ; 2 500 casques bleus sont envoyés pour s'interposer entre les différents groupes paramilitaires.
En 1964, Chypre sombre dans une guerre civile, des opérations d'épuration ethnique sont commises par la partie grecque, provoquant des représailles du côté turc. Durant la bataille de Tylliria, l'armée de l'air turque bombarde plusieurs zones de l'île en représailles à l'assaut de la Garde nationale chypriote, nouvellement formée, contre l'exclave à majorité chypriote turque de Kókkina. L'armée grecque est également présente sur l'île depuis 1959, elle stationne une garnison appelée « ELDYK » et fournit l'EOKA en armes, soldats et tacticiens,. Makários III, qui mène à cette époque une double politique de rapprochement avec la Grèce et de renforcement de l'État chypriote, reçoit le soutien des non-alignés et des Soviétiques. Le gouvernement turc menace de débarquer sur l'île si les violences ne cessent pas, ce qui conduit Athènes à rappeler le général Grivas, chef de l'EOKA, envoyé dix ans plus tôt afin de former et diriger les miliciens chypriotes grecs. Entre 1965 et 1970, la situation se normalise progressivement et ce sont les différends au sein de la communauté grecque qui prennent le pas sur les différences ethniques,.
Les Chypriotes grecs profitent de la « politique de la chaise vide », décidée en janvier 1964 par les représentants chypriotes turcs, dans toutes les instances représentatives, pour faire passer des lois rééquilibrant les pouvoirs au prorata démographique,,. Les Chypriotes turcs s'enfoncent quant à eux dans la logique de la séparation – le Taksim – et fournissent au gouvernement de Nicosie les conditions de leur mise à l'écart. Si en théorie, Chypre est gouvernée sur la base de la Constitution datant de 1960 qui partage le pouvoir entre les Chypriotes grecs et les Chypriotes turcs, dès 1963, les Chypriotes turcs ne sont plus présents au sein du gouvernement.

### Rivalités de la guerre froide
Dans le contexte de guerre froide qui envenime les relations internationales des années 1970 et pousse les pays méditerranéens à se positionner dans le bloc de l'Ouest – aux côtés des Américains – ou dans celui de l'Est – avec les Soviétiques, Chypre se positionne en pays neutre, entre la Turquie et la Grèce, toutes deux membres de l'OTAN, et la Syrie et l'Égypte alliés de l'URSS,. Dans la continuité de la politique d'Énosis lancée avant l'indépendance, la Grèce, qui avait elle-même connu une guerre civile entre 1946 et 1949, entre communistes et partisans du bloc occidental, estime que Chypre doit lui revenir, car elle lui serait traditionnellement et culturellement liée. De son côté, la Turquie, alliée à la Grande-Bretagne dans le cadre du pacte de Bagdad, et limitée dans ses revendications territoriales par le traité de Lausanne de 1923, ne sort de sa réserve que sous l'impulsion britannique qui cherche à conserver un rôle de médiateur entre Grecs et Turcs, ainsi que son influence sur la politique chypriote,.
L'élection de Mgr Makários III en 1960 conduit à un rapprochement entre les gouvernements grec et chypriote, et à diverses attaques contre les Chypriotes turcs et les intérêts turcs sur l'île. En réponse, les responsables politiques turcs chypriotes menés par le Dr Fazıl Küçük, vice-président de la République, mettent en place une campagne anticommuniste à l'encontre du parti communiste chypriote qui apportait son soutien à Makários III depuis son élection. Cette prise de position d'une partie de la classe politique chypriote dépasse les frontières européennes et l'envoi d'une force militaire de l'OTAN, est proposé mais c'est finalement l'ONU qui envoie des casques bleus afin de s'interposer dès 1964. La même, année, le 5 juin, le président américain Johnson, pour prévenir toute invasion turque de l'île qui pourrait compromettre l'unité des pays de l'Alliance atlantique, envoie une lettre à son homologue turc, İsmet İnönü, lui enjoignant de ne pas intervenir militairement. De leur côté, les Soviétiques sont contre le rapprochement de Chypre avec la Grèce qui conduirait, à terme, l'île à intégrer l'OTAN. Ils préfèrent le statu quo et que Chypre demeure un pays non-aligné, plutôt qu'un allié des Américains ; ils sont successivement sollicités pour intervenir en faveur des Chypriotes grecs puis de la Turquie, mais ne prennent pas part directement aux négociations entre les deux pays,.
Durant la campagne de l'élection présidentielle de 1968, la position officielle change. Makários III ne se positionne plus en faveur de l'Énosis, mais préfère une indépendance totale de Chypre, à la fois de la Turquie et de la Grèce. Ce changement fait suite à la prise de pouvoir des militaires à Athènes et à la montée des dissensions entre les deux capitales ; Makários III est d'ailleurs victime de plusieurs tentatives d'assassinat fomentées par les colonels.

### Tentative d'Énosis avortée
Avec la montée des tensions entre les deux blocs au Proche-Orient, la ligne politique des dirigeants chypriotes est de rester un pays non-aligné. L'ingérence des nations étrangères reste principalement limitée aux pays prenant part au traité de garantie, les États-Unis et l'URSS se contentent d'agir de manière indirecte,, notamment via la Grèce et la Turquie. Le contexte interne de ces deux pays a une incidence sur les évènements de 1974, et vice versa,,.

#### Situation en Grèce et en Turquie
En 1967, la situation économique en Grèce est difficile. Geórgios Papadópoulos, un militaire de carrière, prend le pouvoir le 21 avril 1967. Le coup d'État aboutit à la mise en place d'un régime autoritaire et favorable à l'Énosis. Cependant la situation demeure instable, Papadópoulos est lui-même renversé en 1973 par Dimítrios Ioannídis, les gouvernements qui se succèdent sont incapables de mener à bien les réformes structurelles nécessaires et plusieurs vagues de contestation et de répression secouent le pays.
Côté turc, le début des années 1970 est également marqué par le chaos civil et politique. Seule l'intervention de l'armée - lors du coup d'État de 1971 - permet de rétablir la situation. Elle prend le contrôle des institutions du pays et fait voter et reconduire la loi martiale pendant deux ans,. Début 1974, Bülent Ecevit est à la tête d'une brève coalition gouvernementale, sous la pression des partis d'extrême droite et des Loups gris (Bozkurtlar). Les évènements de juillet poussent son gouvernement à jouer un rôle sur la scène internationale.

#### Coup d'État à Chypre
Le général Georges Grivas, envoyé en 1954 par le gouvernement d'Athènes avec pour objectif de neutraliser la volonté d'autonomie politique de Makários III et de maintenir Chypre sous la domination politique de la Grèce, fonde en 1972 l'EOKA-B. Bien qu'il partage l'idée de l'Énosis, il s'oppose aux ingérences du gouvernement militaire d'Athènes dans les affaires chypriotes. Sa mort, le 27 janvier 1974, laisse le champ libre aux dictateurs d'Athènes qui prennent le contrôle de l'EOKA-B et organisent le coup d'État contre le président Makários III,.
Durant l'été de 1974, l'archevêque Makários III exige le retrait des officiers grecs présents au sein de la Garde nationale chypriote. Le gouvernement d'Athènes lance alors un coup d'État, soutenu par cette force militaire et annonce à la radio que Makários est mort, enseveli sous les décombres de son palais. La Turquie se rend compte que le complot vise en fait à unir Chypre à la Grèce par la force et envahit le nord de l'île pour protéger la minorité turque ainsi que ses intérêts. Les forces grecques stationnées sur l'île, prises par surprise, ne veulent pas intervenir sachant la défaite assurée. Cet échec retentissant met fin à la période de dictature en Grèce et met en suspens les relations entre les gouvernements grec et chypriote.
Le 17 juillet, l'OTAN demande le retrait des officiers grecs et le retour de Makários III au pouvoir. Celui-ci s'envole d'Akrotiri, base anglaise, vers Londres où il essaie en vain d'obtenir l'aide du Royaume-Uni - signataire du traité de garantie. Sa demande est relayée par le premier ministre turc Bülent Ecevit qui demande aux Britanniques de se ranger du côté turc. Le 18, Joseph Sisco, sous-secrétaire d'État américain reçoit Ecevit à l'ambassade américaine de Turquie et apprend qu'il veut renverser Níkos Sampsón, le nouveau président nommé de facto par Athènes, afin de protéger les Chypriotes turcs de l'île.
Le coup d'État est un échec et Sampsón ne reste au pouvoir que neuf jours entre les 15 et 23 juillet. Le 19 juillet 1974, devant le Conseil de sécurité des Nations unies, Makários accuse la Grèce de mener une invasion militaire à Chypre. Pour le gouvernement turc, cette position « légitime » son intervention militaire afin de protéger la population chypriote turque et les ressortissants turcs, comme prévu par l'article 2 du traité de garantie signé en 1960 ; celle-ci lance alors l'opération Attila (en référence au nom du général turc Attila Sav qui commande l'opération). Cette lecture du traité est toutefois remise en cause dès la fin des opérations puisqu'il est précisé dans le traité que « l'action unilatérale n'est ouverte que si l'action conjointe ou commune est impossible ». Le Royaume-Uni avait convoqué les deux autres nations garantes du traité pour le 21 juillet à Londres mais la Turquie lança son opération le 20, devançant toute possibilité d'intervention conjointe,.

### Intervention turque
Dès le 20 juillet 1974, l'intervention militaire de la Turquie est officiellement menée en réaction au coup d'État de la Garde nationale chypriote dirigée par des officiers grecs. Le 20 juillet au matin, les troupes turques débarquent 10 000 soldats au nord de l'île et occupent en un mois 38 % du territoire chypriote. Dans le même temps, 200 000 Chypriotes grecs sont contraints de quitter le nord pour le sud de l'île,. Pour Bülent Ecevit, premier ministre turc de l'époque, l'opération Attila était une « opération de maintien de la paix »,.

#### Déroulement des opérations

##### Attila I
Le 20 juillet 1974, à 5 h 45, l'opération appelée « Attila I » est lancée : le gouvernement turc commence à déployer des troupes terrestres à bord de péniches de débarquement, ainsi que des parachutistes aéroportés à bord d'avions de transport C-130 entre Kyrenia et Nicosie.
À 6 h 30, le Premier ministre turc Bülent Ecevit annonce à la radio la décision de son gouvernement :

« Les forces armées turques ont commencé à atterrir à Chypre. Que cette opération soit favorable à notre nation et à tous les Chypriotes. Nous pensons qu'en agissant de cette manière, nous aurons rendu un grand service à l'humanité tout entière et à la paix. J'espère que nos forces ne rencontreront aucune résistance et qu'un affrontement sanglant sera évité. Nous allons en fait apporter la paix et non la guerre sur l'île, et pas seulement pour les Turcs mais aussi pour les Grecs. Nous avons dû prendre cette décision à la suite de l'épuisement de tous les recours diplomatiques et politiques. Je tiens à exprimer ma gratitude à mes amis et alliés, en particulier les États-Unis et la Grande-Bretagne, qui ont affiché leurs intentions et engagé leurs efforts afin que le différend puisse être réglé par des méthodes diplomatiques. »

— Allocution de Bülent Ecevit, premier ministre turc, Radio Ankara, le 20 juillet 1974.
Au total, ce sont 40 000 soldats turcs équipés de 200 chars, d'avions et de navires et 20 000 miliciens chypriotes turcs qui affrontent 12 000 Chypriotes grecs équipés de 35 chars,. Le 23 juillet 1974, un premier cessez-le-feu est signé et l'armée turque occupe 3 % de l'île.

##### Attila II
Du 13 au 16 août, une deuxième opération appelée « Attila II » est lancée par l'armée turque sur Lefke et Famagouste, afin d'assurer le contrôle sur la limite de séparation entre les deux communautés, les forces pro-turques contrôlent alors 38 % de l'île.
Les forces armées turques ne rencontrent qu'une résistance dispersée et désorganisée des forces chypriotes grecques et des miliciens, elles prennent le contrôle du couloir entre Nicosie et Kyrenia.
En réponse à l'offensive de la Turquie, le gouvernement du général Dimítrios Ioannídis annonce que la Grèce prépare la mobilisation générale de ses forces armées en accord avec son statut de garante de l'équilibre constitutionnel prévu par le traité de garantie. L'armée grecque n'est pas déployée à Chypre, mais la crainte d'une confrontation directe entre les armées turque et grecque persiste jusqu'aux élections législatives de novembre 1974 et la période de transition démocratique appelée « Metapolítefsi ». C'est une double victoire pour la Turquie : sur le plan militaire d'abord, puis sur le plan diplomatique. La Grèce, son grand rival en mer Égée, n'intervient pas pour rétablir l'« équilibre des forces » et en réponse au manque de soutien de la Grande-Bretagne et des États-Unis à restreindre l'intervention turque, le nouveau gouvernement de Konstantínos Karamanlís conduit la Grèce à se retirer de la branche militaire de l'OTAN.

#### Victimes civiles et militaires
| Force                                                              | Morts                                                                | Blessés                                                              |
| ------------------------------------------------------------------ | -------------------------------------------------------------------- | -------------------------------------------------------------------- |
| Turquie - Forces armées turques                                    | 498 soldats Turcs morts                                              | 1 200 soldats Turcs blessés                                          |
| Grèce - Forces armées grecques                                     | 88 soldats Grecs tués                                                | 148 soldats Grecs blessés et 143 disparus                            |
| Communauté turque - Chypriotes turcs et mouvements paramilitaires  | 340 miliciens du TMT tués et 270 civils Chypriotes turcs tués        | 1 000 blessés                                                        |
| Communauté grecque - Chypriotes grecs et mouvements paramilitaires | 309 miliciens de l'EOKA-B tués et 4 000 civils Chypriotes grecs tués | 12 000 blessés                                                       |
| ONU - UNFICYP                                                      | 3 soldats Autrichiens tués                                           | 24 Autrichiens, 17 Finlandais, 4 Britanniques et 3 Canadiens blessés |

#### Bilan humanitaire
De la prise de pouvoir par les membres de l'EOKA-B à la fin des opérations militaires turques, deux vagues d'épuration ethnique ont lieu, se mêlant aux affrontements armés entre les mouvements de résistances chypriotes grecs et les forces turques. On dénombre plus de 15 000 civils morts ou blessés ; auxquels s'ajoutent 1 493 Chypriotes grecs et 502 Chypriotes turcs disparus et 278 corps enterrés, retrouvés et identifiés plus tard par le Comité sur les personnes disparues à Chypre de l'ONU.
Jusqu'à 200 000 réfugiés chypriotes grecs sont déplacés vers le sud, dans des camps construits dans l'urgence, par le Service spécial pour les soins et la réadaptation des personnes déplacées chypriote créé par le gouvernement chypriote, spécifiquement pour répondre au problème des expropriations. Les structures sociales, économiques et administratives de l'île sont bouleversées, les réfugiés mettent plus d'une décennie à être relogés et intégrés dans la partie sud de l'île. Les infrastructures de l'île sont sévèrement touchées, notamment les axes reliant la partie sud à la partie nord et 22 000 hectares de forêts brûlent dans le massif de Tróodos,.

#### Problème des expropriations
En vertu de l'article 159, paragraphe 1.b de la Constitution de la république turque de Chypre du Nord du 7 mai 1985, « tous les biens immobiliers, situés à l'intérieur des frontières de la RTCN [...] seront la propriété de la RTCN, nonobstant le fait qu'ils ne soient pas enregistrés dans les livres de l'Office d'enregistrement des terres [...]. ». Ce point de droit constitutionnel retire de jure la propriété sur les biens immobiliers des Chypriotes grecs réfugiés au sud de l'île. Cette qualification d'« expropriation de fait » a été reconnue par la Cour européenne des droits de l'homme dans l'affaire Papamichalopoulos et autres c. Grèce, cette dernière déclarant que « les requérants ne purent ni user de leurs biens, ni les vendre, les léguer ou les hypothéquer ».
C'est l'une des conséquences les plus durables et handicapantes de la suite d'évènements survenue avec les mouvements de réfugiés et la prise de contrôle de la partie nord de l'île par l'armée turque en 1974, puis l'année suivante, de l'établissement de la RTCN. Ce point a notamment été mis en évidence dans l'échec du plan Annan et sa résolution est un préalable dans le processus de réconciliation nationale.

#### Conséquences politiques
Le 22 juillet, à la suite de la résolution 353 de l'ONU, un cessez-le-feu est signé entre la Turquie et le nouveau régime de Chypre, le 23, la junte militaire qui avait pris le pouvoir en Grèce s'effondre et Níkos Sampsón est contraint de démissionner. Les Chypriotes grecs perdent ainsi le soutien direct de la Grèce à l'Énosis et à la domination chypriote grecque sur la totalité de l'île.
Le président de la Chambre des représentants, Gláfkos Klirídis, assure l'intérim de la présidence de la partie sud de l'île, comme prévu dans la constitution. Pendant ce temps, Makários III préside les négociations multipartites aux Nations unies, avec les représentants turcs, grecs, britanniques, américains et des deux communautés chypriotes.
Lors de la deuxième Conférence de Genève, le 9 août, le ministre turc des Affaires étrangères, Turan Güneş, suivant les conseils des Américains, appuie une solution fédérale impliquant la séparation des zones chypriotes turques et grecques dans chaque canton de l'île. La précipitation turque, par peur d'un retournement de l'opinion internationale en leur faveur, conduit au rejet du plan par les nations présentes. Les négociations sont rompues le 14 et l'offensive turque reprend jusqu'au 16, date où un nouveau cessez-le-feu intervient et fixe la frontière jusqu'à la mise en place de la ligne verte.
Lorsque Makários III revient sur l'île pour accéder au poste de président de la république de Chypre avec l'appui de nombreux Chypriotes grecs, son autorité n'est effective que dans la partie sud de l'île ; la partie nord étant administrée par l'administration autonome turque de Chypre. Un an plus tard, le 13 février 1975, le leader des Chypriotes turcs, Rauf Denktaş proclame unilatéralement la création de l'État fédéré turc de Chypre.

#### Turquification
Déjà sous le président turc Cevdet Sunay (1966-1973), une turquification des enclaves turques de Chypre est enclenchée ; les noms de villages, pour la plupart des toponymes grecs faisant appel à tous les saints du calendrier orthodoxe, sont remplacés par de nouveaux noms turcs. Dans les années 1990, la turquification des anciens toponymes grecs se généralisera. Après l'« Opération Attila (1974) » et la proclamation de la république turque de Chypre du Nord (1983), le gouvernement d'Ankara poursuit la turquification (ou « anatolisation ») de la partie turque de l'île en recrutant des paysans anatoliens pour venir peupler les villages grecs abandonnés ; depuis 1974, plus de 100 000 colons turcs d'Anatolie ont été installés à Chypre. L'arrivée de ces Turcs (dont les coutumes et traditions diffèrent notablement de celles de Chypre), venus des régions les moins développées de Turquie (notamment d'Anatolie centrale et des bords de la mer Noire), provoque dans un premier temps le mécontentement de la population chypriote turque autochtone qui a tendance à les considérer comme des éléments étrangers.

## Différents aspects de la division de l'île

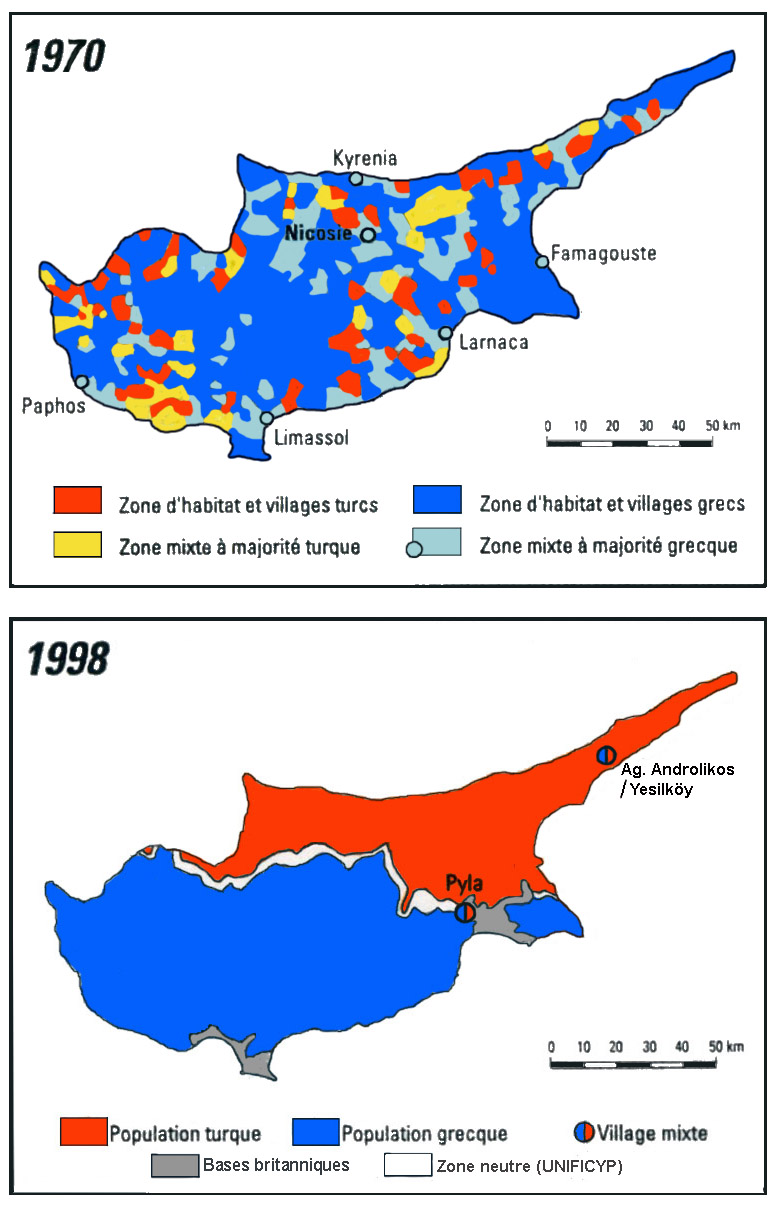
Les zones de peuplement en 1970 et en 1998.

En gris la zone-tampon depuis la partition de Chypre et en orange les principales agglomérations.

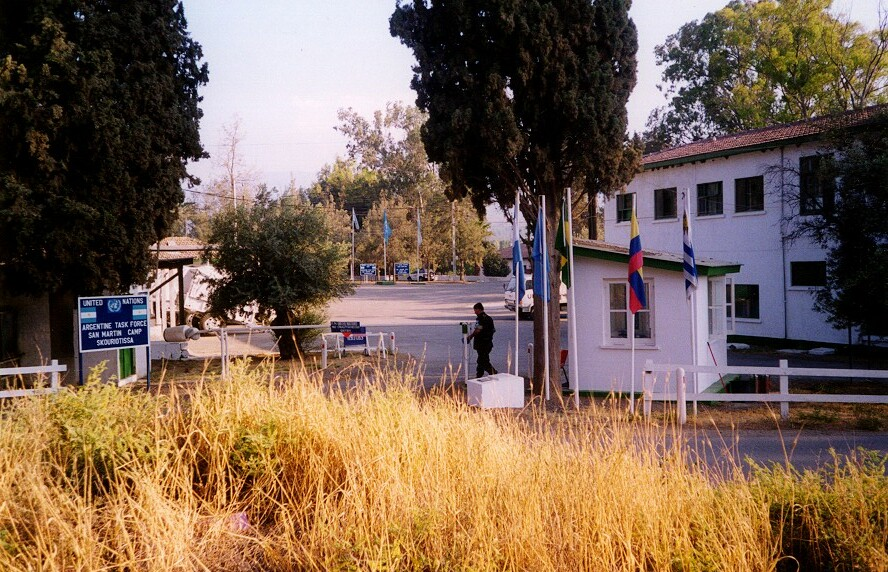
Camp argentin des forces de l'ONU.

Avec l'instauration des deux États et la mise en place d'une « ligne verte » de partage, les deux communautés sont alors séparées physiquement. La société chypriote d'avant 1974 est profondément divisée et les bouleversements engagés par les mouvements de population modifient en profondeur la situation politique, sociale et économique de l'île.

### Répartition démographique et géographique
Depuis 1975, le territoire de la république de Chypre (Kypros, en grec) couvre la partie sud de l'île, c'est-à-dire les deux tiers de sa superficie totale. Cette partie du pays compte 885 600 habitants dont 94,9 % des habitants sont d'origine grecque orthodoxe, 0,3 % d'origine turque et 4,8 % d'origine arabe maronite, arménienne ou européenne. Les plus grandes villes sont Nicosie-Sud (166 000 habitants, du côté grec), Limassol, Larnaca et Paphos.
La république turque de Chypre du Nord (Kuzey Kıbrıs Türk Cumhuriyeti en turc) couvre la partie nord de l'île, c'est-à-dire le tiers de sa superficie totale. Cette partie du pays compte 286 000 habitants (recensement de 2011) dont 97,7 % des habitants sont d'origine turque et musulmane, 2,1 % d'origine grecque et 0,2 % d'origine arabe maronite ou arménienne. Les plus grandes villes sont Nicosie-Nord (50 000 habitants, du côté turc), Famagouste, Lefke et Kyrenia. D'après un rapport du Conseil de l'Europe, le nombre de Chypriotes turcs passe de 118 000 en 1974 à 87 600 en 2001 quand les Turcs anatoliens sont plus de 110 000,.
La ville de Nicosie, appelée en grec Lefkosia (Λευκωσία) et en turc Lefkoşa, d'après le nom de son fondateur Lefkon, est la seule capitale européenne à être de jure (pour la république de Chypre) et de facto (pour la partie occupée de l'île) capitale de deux États et à être partagée militairement par une force d'interposition : l'UNFICYP placée sur la zone tampon,.
L'île est séparée d'est en ouest par une zone démilitarisée et contrôlée par l'ONU ; des deux côtés de cette zone, les armées chypriotes et turques ont installé des barrières, des murs, des barbelés et des postes de garde. Seuls quelques rares passages sont ouverts entre les deux entités, deux passages piétonniers à Nicosie, et quatre passages routiers répartis sur la frontière et permettant de communiquer via d'anciens axes routiers. À cette ligne de démarcation s'ajoutent de petites enclaves et la présence de deux bases britanniques qui ont une pleine souveraineté sur leurs territoires respectifs.

#### Déplacement de populations
Entre 1954 et 1974, le nombre de déplacés à la suite des affrontements inter-ethniques varie considérablement selon les sources étudiées. Ainsi on peut comptabiliser entre 150 000 et 200 000 déplacés Chypriotes grecs et entre 35 000 et 60 000 Chypriotes turcs, soit respectivement entre 30 et 40 % de la communauté chypriote grecque et entre 30 et 50 % de la communauté chypriote turque de l'île en 1974. À ces déplacements de population dans l'île, s'ajoute une immigration importante de populations turques depuis 1975 qui modifie en profondeur l'identité culturelle de la partie nord de l'île et l'émigration de Chypriotes, principalement vers la Grèce, la Turquie et le Royaume-Uni, pour des raisons culturelles et historiques, puis vers l'Amérique du Nord, l'Australie, l'Afrique ou d'autres pays européens.
À ces mouvements ethniques intra et extra-insulaires s'ajoutent des évolutions démographiques et économiques de part et d'autre de l'île : les populations se rapprochent des centres urbains (Nicosie, Larnaca, Limassol et Paphos côté sud, Lefkosia, Kyrenia et Famagouste au nord) et se concentrent aussi dans la plaine de la Mésorée et sur l'ensemble du littoral sud de l'île. Les terres agricoles sont peu à peu délaissées ; en 1992, on compte deux habitants en ville pour un à la campagne dans la partie sud ; cela se traduit également pas une augmentation plus rapide de l'âge moyen des populations rurales et par une migration des activités commerciales, industrielles et touristiques au profit des grandes agglomérations. Les évènements des années soixante-dix ont entraîné le déplacement de plus de la moitié de la population insulaire ; dans le même temps, Chypre entame sa transition démographique : des deux côtés de ligne de séparation le taux de natalité diminue (au sud, il passe de 26 ‰ à 20 ‰ de 1960 a 1970), de même que le taux de mortalité (moins de 9 ‰ dans le sud de l'île).
| Source                                                                              | Chypriotes grecs | Chypriotes turcs |
| ----------------------------------------------------------------------------------- | ---------------- | ---------------- |
| Corpus et méthodes : Épistémologies critiques et appropriations multidisciplinaires | 200 000          | 34 000           |
| Chypre : un enjeu géopolitique actuel                                               | 158 000          | 50 000 – 60 000  |
| Nettoyage ethnique, partition et réunification à Chypre                             | 200 000          | 42 000           |
| Forced Migration Review                                                             | 170 000          | 50 000           |
| Union interparlementaire                                                            | 160 000          | 45 000           |
| Radio Canada                                                                        | 200 000          | 40 000           |
| Sciences Politiques Paris                                                           | 200 000          | 50 000           |

#### Mandat d'interposition de l'ONU

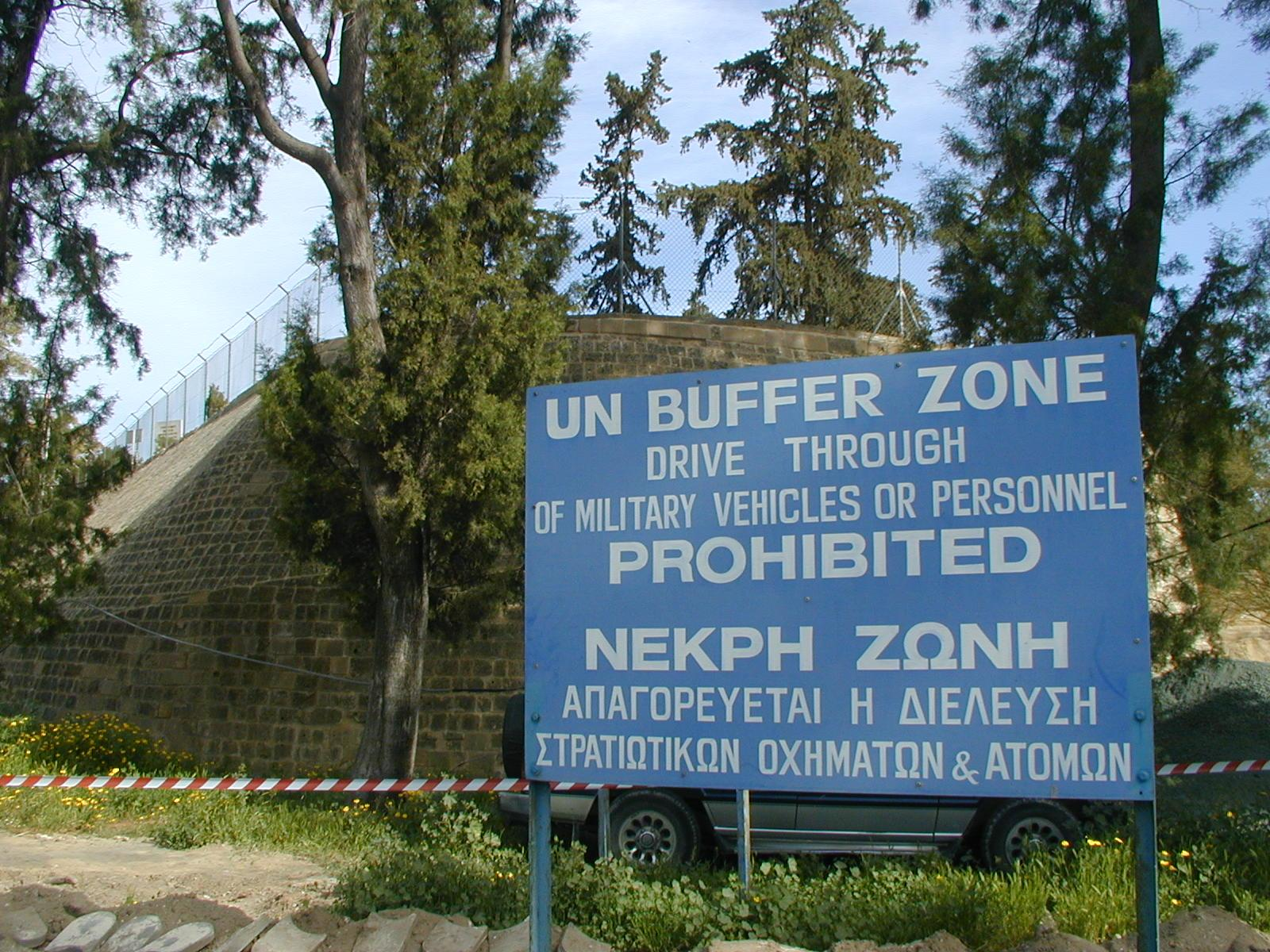
Zone tampon des Nations unies.

Les forces de l'UNFICYP, agissant sous mandat de l'ONU, sont mises en place dès 1964, pour s'interposer et maîtriser la poussée de violence entre les deux communautés. En 1974, à la suite des opérations militaires turques, une « ligne verte », constituant une zone démilitarisée et une barrière physique entre les deux entités sépare l'île et sa capitale Nicosie. Les lignes de cessez-le-feu s'étendent à travers l'île sur une longueur d'environ 180 kilomètres. La zone tampon des Nations unies a une largeur qui va de 20 mètres à 7 kilomètres. Elle représente à peu près 3 % de la superficie de l'île et est dotée d'un réseau de postes d'observation.
En 2013, cette unité d'interposition n'est plus constituée que par un millier d'hommes de 17 pays différents, dotée d'un budget de plus de 56 millions de dollars (2012) et dirigée par un représentant spécial et un commandant militaire. La force onusienne a eu à déplorer 181 pertes (dont 171 soldats, 3 policiers civils et 7 membres du personnel civil) au cours de son mandat. Celui-ci est prorogé régulièrement, compte tenu de l'« absence de règlement politique à la question de Chypre » et vise désormais à « surveiller les lignes de cessez-le-feu et la zone tampon, d'entreprendre des activités humanitaires et d'appuyer les missions de bons offices du Secrétaire général de l'ONU »,.

#### Forces militaires étrangères

La base d'Akrotiri.

Les deux bases militaires britanniques d'Akrotiri et Dhekelia, conservées après l'indépendance de l'île avec l'autorisation du gouvernement chypriote représentent 3 % du territoire de l'île et possèdent leur propre système juridique hérité de la période coloniale et distinct de ceux du Royaume-Uni et de Chypre. Depuis 1960, outre les revendications récurrentes des gouvernements chypriotes successifs pour retrouver la souveraineté sur ces zones, des points de discorde persistent quant au paiement de la location des terres et au statut des citoyens britanniques en poste. Si ces zones militaires constituent elles-mêmes des enclaves sur l'île, des micro enclaves chypriotes - notamment des villages et des zones agricoles - sont situées au sein de la base de Dhekelia,. Les 3 700 militaires britanniques participent également aux opérations de maintien de la paix au sein de l'UNFICYP, mais la volonté du gouvernement britannique de conserver un pied sur Chypre réside dans l'emplacement stratégique de l'île pour la RAF, à l'extrémité orientale de la Méditerranée et à proximité du canal de Suez et du Moyen-Orient.
Lors de la conclusion des accords de Zurich et de Londres, seuls de petits contingents étrangers sont autorisés à stationner sur l'île avec des prérogatives clairement définies, un grec de 950 hommes et un turc de 650 hommes. En 1998 et selon l'International Institute for Strategic Studies, indépendamment des forces internationales présentes avec un mandat de l'ONU et de l'armée britannique, quatre forces militaires organisées sont stationnées sur l'île. La force de sécurité de la république turque de Chypre du Nord (Güvenlik Kuvvetleri Komutanlığı) est composée de 4 500 militaires et assure la défense du territoire au nord de la ligne verte, 33 000 soldats des forces armées turques en RTCN (Kıbrıs Türk Barış Kuvvetleri) stationnent également dans la partie nord de l'île. Côté grec, la Garde nationale chypriote (Εθνική Φρουρά) compte 10 000 soldats assistés par 1 300 officiers grecs et la force grecque à Chypre (Ελληνική Δύναμη Κύπρου) conserve 950 unités en garnison.

### Diversité culturelle et ethnolinguistique

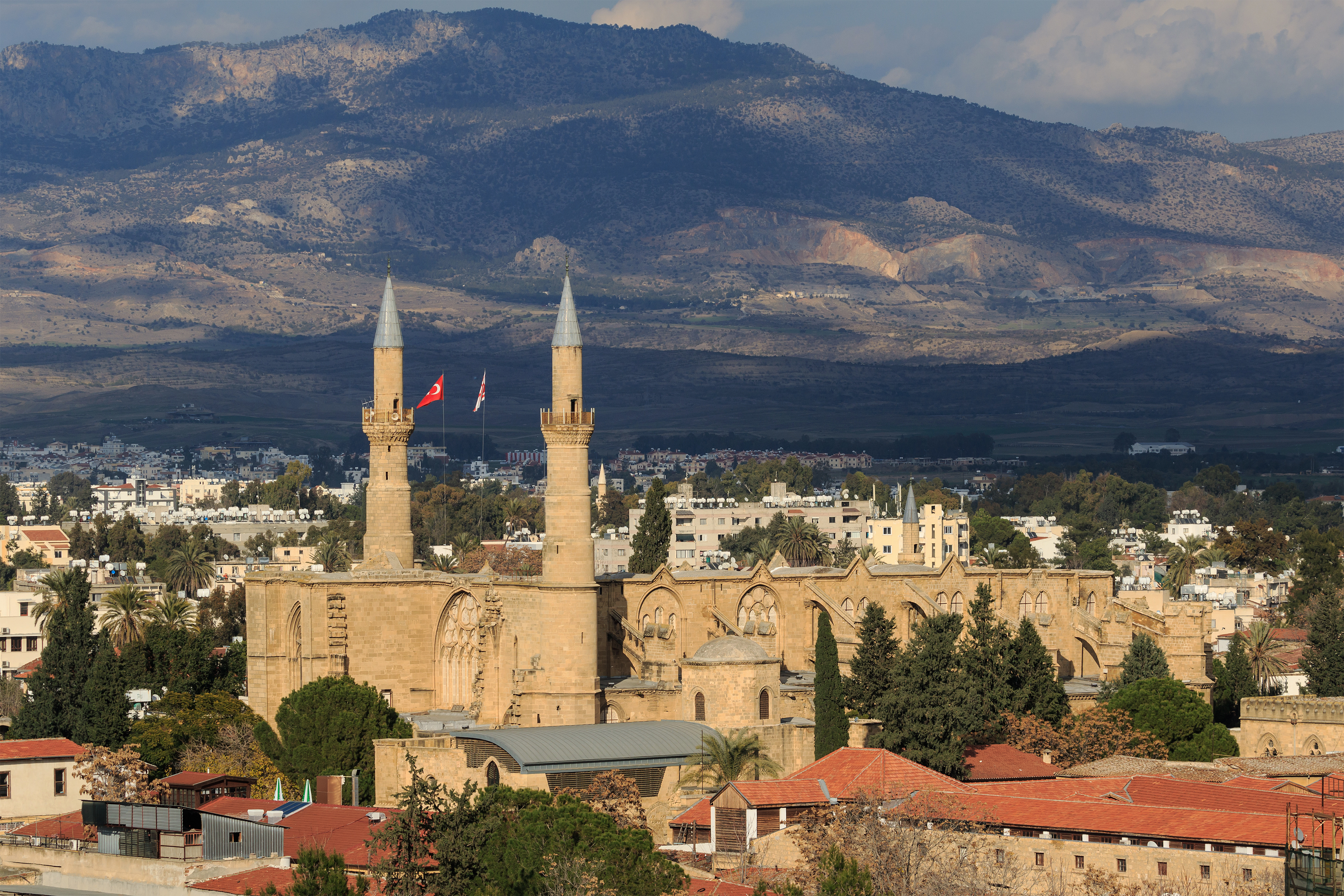
Cathédrale Sainte-Sophie transformée en mosquée à Nicosie.

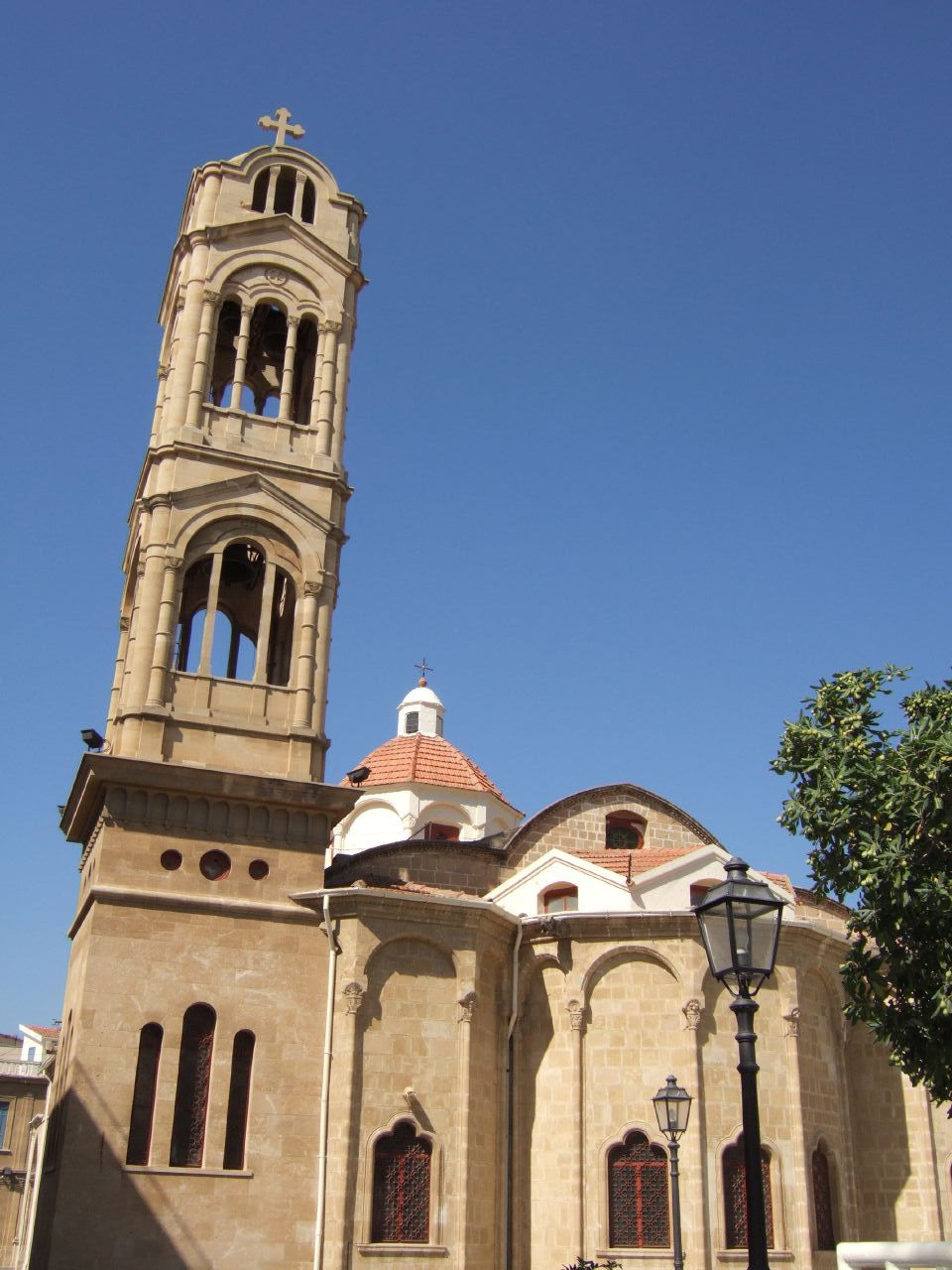
Église grecque orthodoxe à Nicosie.

La diversité ethnique, culturelle, linguistique ou religieuse de Chypre a longtemps été modelée par les brassages multiculturels des diverses périodes d'invasion, d'échange et d'occupation de l'île. Durant l'ère ottomane (1571-1878), l'ensemble des communautés cohabitent sans qu'il y ait une identité collective de l'ensemble des populations indigènes. Pendant la période d'occupation britannique (1878-1960), les tensions inter-communautaires sont exacerbées par les forces coloniales afin de maintenir leur souveraineté sur l'île, de profondes fractures apparaissent et divisent encore aujourd'hui la société chypriote.
La Constitution de 1960 étant toujours appliquée dans la partie sud, le turc demeure langue officielle au même titre que le grec et l'anglais au sein de la république de Chypre. Cependant il n'est plus utilisé du fait de l'absence des Chypriotes turcs au sein du gouvernement chypriote grec. Il en est de même pour l'enseignement où seules quelques écoles proposent des enseignements dans d'autres langues que le grec, en anglais, en français ou en allemand. Les minorités sont libres d'utiliser leur langue au sein des cercles privés mais elles doivent utiliser le grec pour leurs activités publiques. La communauté du sud de l'île est à majorité de confession grecque orthodoxe et possède sa propre juridiction religieuse, l'Église grecque orthodoxe de Chypre. La constitution est garante de la liberté de culte, c'est pourquoi des mosquées et des synagogues ont pu être bâties de ce côté de la frontière.
De son côté, la république turque de Chypre du Nord n'admet comme seule langue officielle que le turc. De même, l'enseignement, la justice, les médias sont essentiellement en turc. La politique du gouvernement chypriote turc, au cours des trente dernières années, a été de reconvertir ou de détruire les traces des civilisations hellénistiques et des églises orthodoxes, d'assimiler les minorités, parfois par la force, afin d'avoir un territoire unilingue et uniculturel (nettoyage ethnique). La partie nord de l'île est à majorité de confession musulmane sunnite et composée principalement de Chypriotes turcs et de colons turcs venus d'Anatolie après 1974, ainsi que de quelques Chypriotes grecs demeurés dans la partie nord de l'île. En 2001, on estime à 87 600 le nombre de Chypriotes turcs et à 115 000 celui des Turcs,.
Un grand nombre de Turcs chypriotes comprennent ou savent parler le grec, mais les données manquent. De l'autre côté, un grand nombre de Grecs Chypriotes parlent le turc, particulièrement le turc chypriote.
L'anglais constitue la troisième langue utilisée dans l'île, notamment par certains médias locaux et internationaux, les universités ou encore les tribunaux de la partie grecque, comme cela est prévu par la constitution. Les habitants parlent également certains dialectes tels que le grec chypriote, le turc chypriote ou des langues telles que l'arabe et l'arménien, mais dans des proportions différentes qu'ils soient d'un côté ou de l'autre de la frontière.
| Année | Chypriotes grecs chrétiens | Chypriotes turcs musulmans |
| ----- | -------------------------- | -------------------------- |
| 1881  | 140 715                    | 45 458                     |
| 1891  | 161 360                    | 47 926                     |
| 1901  | 185 713                    | 51 309                     |
| 1911  | 217 680                    | 56 428                     |
| 1921  | 249 476                    | 61 339                     |
| 1931  | 283 721                    | 64 238                     |
| 1946  | 389 566                    | 80 548                     |
| 1960  | 469 233                    | 104 333                    |

### Différences économiques
Le développement économique de la RTCN est profondément entravé par l'embargo international dont elle fait l'objet depuis 1974. En 2009, la majorité des biens exportés étaient des agrumes (25 %) et du lait (25 %) destinés principalement au marché turc ou à la réexportation,. En réponse, un embargo à l'encontre de la partie sud de l'île a également été mis en place dans les ports turcs tandis que la partie nord reçoit plusieurs centaines de millions d'euros chaque année (635 millions d'euros en 2011) de la part de la Turquie sous la forme d'aides au développement et d'aides pour les dépenses de l'État.
L'isolement géopolitique a conduit à l'apparition de situations très contrastées entre l'économie de la partie sud qui bénéficie du tourisme et de capitaux étrangers et la partie nord dont le produit intérieur brut par habitant est quatre fois moins élevé que celui des Chypriotes grecs.
Inversement, la partie sud de l'île a réussi à se développer et à atteindre les standards européens, le PIB par habitant est supérieur à celui de la Grèce et du Portugal, et comparable à celui de l'Espagne. En 1997, 81 % des ménages disposent d'au moins un véhicule et environ le tiers en possède au moins deux. Par ailleurs, Chypre est une destination touristique réputée et un pavillon de complaisance important, elle représente ainsi la 10e flotte mondiale de navires marchands en tonnage. De même, la répartition de la population active occupée en 1996 des Chypriotes grecs est sensiblement différente de celle des Chypriotes turcs.
|                    | République de Chypre                        | République turque de Chypre du Nord            |
| ------------------ | ------------------------------------------- | ---------------------------------------------- |
| Secteur primaire   | 10,5 %                                      | 21,2 %                                         |
| Secteur secondaire | 15,3 %                                      | 9,3 %                                          |
| Secteur tertiaire  | 65 % Dont 13,1 % dans la fonction publique. | 55,9 % Dont 21,3 % dans la fonction publique,. |

Sur le plan monétaire, les deux entités utilisent deux devises différents ; le sud utilise la monnaie commune de l'UEM — l'euro — qui lui permet de disposer d'une monnaie stable (la maîtrise de l'inflation est régulée par la BCE) et forte (l'euro est une monnaie internationale qui s'échange à un taux élevé par rapport aux autres monnaies internationales) ; pour le pays qui dispose d'une parité de pouvoir d'achat moins élevée que celle des grands pays européens, cela se traduit par une stabilité des prix et des importations bon marché mais une plus grande difficulté à réaliser des exportations. En 2008, lors de l'entrée de Chypre dans la zone euro, des sondages effectués pour l'UE ont montré la majorité des Chypriotes craignaient des effets négatifs à court terme.
Dans la partie nord, c'est la livre turque qui est utilisée et sa gestion est assurée par la banque centrale de la république de Turquie ; les crises de l'économie turque dans les années 1990 ou plus récemment en 2018 ont ainsi une influence directe sur la valeur de la livre dans les échanges internationaux et donc pour la population chypriote turque ; ce phénomène est accentué par la forte dépendance du commerce du pays avec la Turquie et par le fait qu'il ait un déficit commercial important.

### Division politique

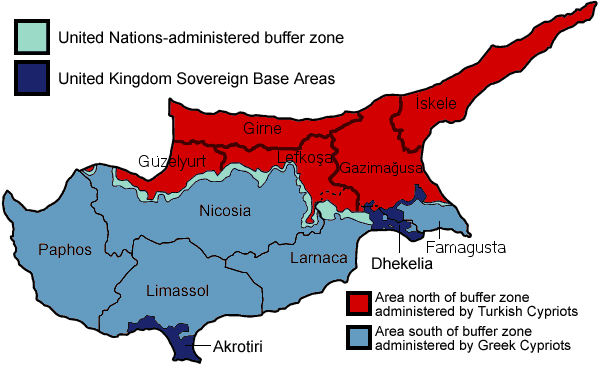
Carte des districts de Chypre après la partition :
Zone tampon de l'ONU
Bases britanniques
Territoire sous contrôle de la RTCN
Territoire sous contrôle de la république de Chypre

Avec les négociations précédant l'élargissement de l'Union européenne de 2004, les pourparlers entre les autorités du sud et du nord de l'île sur la question d'une république bi-communautaire (entre le président chypriote grec Gláfkos Klirídis puis Tássos Papadópoulos et le dirigeant chypriote turc Rauf Raif Denktaş) redémarrent sous l'égide des Nations unies. Les deux représentants n'ayant pu s'entendre et aucun accord n'ayant pu aboutir, Kofi Annan propose que son plan de réconciliation soit directement soumis à référendum dans les deux parties de l'île. Le plan Annan propose après trente ans de négociations infructueuses d'instaurer un État confédéral devant permettre l'installation (ou le retour) d'un tiers des résidents de chacune des communautés d'un côté et de l'autre de l'île.
Les dispositions du plan Annan sont, lors du référendum de 2004, acceptées à plus de 65 % par les habitants du nord de l'île, mais rejetées à 70 % par ceux du sud (représentant plus des 3⁄4 de la population totale de l'île à cette époque). L'échec de cette solution de réconciliation est, selon des observateurs internationaux, en partie imputable au fait que les dirigeants politiques grecs rejettent le plan avant même sa présentation aux populations.

Papadópoulos déclare le 7 avril 2004 à la communauté grecque : 

« Mon peuple chypriote grec, je te prie de refuser le plan Annan. Je te prie de dire fortement « non » le 24 avril. Je te prie de défendre ton droit, ta dignité et ton histoire »

— Allocution de M.Tássos Papadópoulos, président de Chypre, le 7 avril 2004.
 Pour les Grecs chassés de la partie nord, la limitation à 33 % est jugée inacceptable ; ils représentaient environ 79 % de la population au nord de l'île avant 1974 ; pour les Turcs en revanche, cela revient à sauvegarder l'essentiel de leurs acquis tout en revenant dans la légalité internationale et en échappant à l'embargo et à la dépendance vis-à-vis d'Ankara. Durant la période précédant le référendum, le gouvernement chypriote va jusqu'à censurer les discours du commissaire européen à l'élargissement Günter Verheugen et du représentant des Nations unies Álvaro de Soto.
Par ailleurs, pour la première fois, des manifestations massives rassemblant jusqu'à 50 000 personnes ont lieu au cours desquelles la communauté chypriote turque conteste ouvertement la politique sous tutelle d'Ankara du « président » Rauf Denktaş, exige sa démission et exprime son souhait de rattachement à la partie sud. L'ingérence politique turque était déjà critiquée lors de la période de transition politique de 1974 dans la partie nord de l'île, mais jamais aussi ouvertement.
Le 1er mai 2004, la république de Chypre entre dans l'Union européenne alors qu'une partie de son territoire est toujours occupée militairement par la Turquie, et que depuis, les inégalités économiques entre les deux parties se sont aggravées. Selon la terminologie officielle du protocole no 10 du traité d'Athènes, « l'acquis communautaire est suspendu dans les zones où le gouvernement de la république de Chypre n'exerce pas de contrôle effectif ».
L'idée d'une confédération territoriale est donc abandonnée principalement à cause de la limitation sur le retour des réfugiés mais également pour d'autres raisons : sécurité et militarisation de la partie nord, concurrence économique des Chypriotes turcs dont les salaires sont beaucoup plus bas que ceux des Grecs ou encore l'absence d'une « identité chypriote commune » avec les colons venus d'Anatolie. En fin de compte la partie grecque accepterait l'idée d'une réunification et d'une autonomie des turcophones de l'île, mais sur des bases non-territoriales et sans limitation du droit de retour des réfugiés de 1974, ce qui en pratique signifierait l'abolition de la partition, la disparition de la république turque de Chypre du Nord et le retour à la situation au statu quo ante l'opération Attila.

## Comparatif des deux entités
|                                        | République de Chypre        | République turque de Chypre du Nord |
| -------------------------------------- | --------------------------- | ----------------------------------- |
| Indépendance/Sécession                 | 16 août 1960 du Royaume-Uni | 15 novembre 1983 de Chypre          |
| Forme de l'État                        | République                  | République                          |
| Forme de gouvernement                  | Régime présidentiel         | Régime semi-présidentiel            |
| Langues majoritaires                   | Grec, Grec chypriote        | Turc, Turc chypriote                |
| Religion majoritaire                   | Christianisme (Orthodoxie)  | Islam (Sunnisme)                    |
| Population (2011)                      | 838 897 hab.                | 302 269 hab.                        |
| Superficie                             | 9 251 km2                   | 3 355 km2                           |
| Devise                                 | Euro                        | Livre turque                        |
| PIB                                    | 18,7 mds. $ (est. 2017)     | 3,7 mds. $ (est. 2017)              |
| Premier partenaire commercial (export) | Grèce (23 % en 2012)        | Turquie (46,4 % en 2010)            |
| Premier partenaire commercial (import) | Grèce (21,6 % en 2012)      | Turquie (70 % en 2010)              |
| Nombre de touristes                    | 4 670 000 (2016)            | 1 480 000 (2015)                    |
| Revenus du tourisme                    | 2,6 mds € (2017)            | 0,74 mds $ (2016)                   |

## Vers une résolution du différend
À la suite des évènements de 1974 et à l'ampleur des questions soulevées au niveau international, les acteurs régionaux et internationaux ont pris une part croissante dans les tentatives de médiation entre les deux communautés et les autorités turques.

### Onusienne

Drapeau proposé de la République chypriote unie.

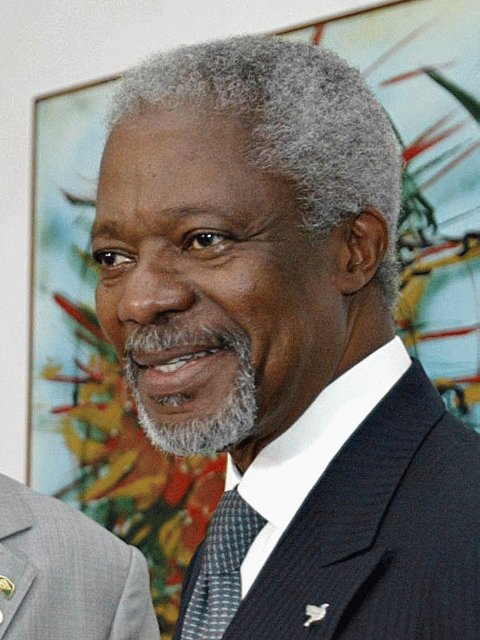
Kofi Annan, instigateur du plan qui porte son nom.

L'ONU, qui par ailleurs entretient une force d'interposition via l'UNFICYP et une mission diplomatique permanente, propose en 2004 le plan Annan du nom de l'ancien secrétaire des Nations unies, Kofi Annan. Ce plan propose de réunifier les deux États chypriotes au sein d'une même « République chypriote unie » fonctionnant sur la base d'un système fédéral où les deux communautés seraient représentées,. Cependant, soumis à un référendum des deux communautés, il est rejeté par la majorité des Chypriotes grecs, notamment en raison de la limitation à un tiers du nombre de réfugiés grecs ayant été déplacés en 1974 et autorisés à se réinstaller dans la partie nord de l'île.
À la suite d'une série de négociations entre mai et septembre 2008, les dirigeants chypriotes grecs et turcs se sont engagés sous l'égide des Nations unies à résoudre point par point les problèmes liés à la spécificité chypriote. Conformément au processus défini par les parties, Dimítris Khristófias et Mehmet Ali Talat ont mis conjointement en place six groupes de travail et sept comités techniques portant sur des questions spécifiques,.
Le 24 septembre 2010, le président turc, Abdullah Gül, a confié être optimiste sur la possibilité d'arriver à un accord entre les leaders des deux communautés turque et grecque. Il rejoint les propos du secrétaire général des Nations unies, Ban Ki-moon, et poursuit les appels tournés vers la communauté internationale et notamment l'Union européenne à mettre fin à l'isolement dont fait l'objet la communauté turque de Chypre. Après l'ouverture de nouveaux passages en 2010, les forces sous mandat de l'ONU sont portées à 921 personnes et les visites des différents partenaires du processus de réconciliation se multiplient,.
Les dirigeants chypriotes grec et turc rencontrent le secrétaire général des Nations unies, Ban Ki-moon, le 18 novembre 2010 au siège des Nations unies à New York, afin d'étudier divers points dans une réunion tripartite ; notamment sur la question des propriétés foncières et l'ouverture de nouveaux points de passages dans la ligne verte. Ces négociations visent à terme à la réunification de Chypre, au sein d'un système fédéral bicommunautaire où Chypriotes grecs et turcs seraient égaux en droit et en pouvoir politique, ; comme envisagé dans le plan Annan, la résolution des différends aboutirait à une hypothétique République chypriote unie ou une entité supra communautaire, basée sur le modèle de la gouvernance suisse. Les deux parties auraient une réelle autonomie et une représentation politique paritaire dans les institutions et dans le gouvernement fédéral,.
L'Australie, dont les forces armées participent au maintien de la paix sur la ligne de démarcation, a accepté d'envoyer une mission diplomatique menée par Alexander Downer, ancien ministre des affaires étrangères australien et médiateur international reconnu, dans le but de faciliter les négociations entre les dirigeants chypriotes turcs et grecs. Cette équipe de médiation reçoit également le concours de l'ONU et de l'Union européenne dans sa démarche de médiation,.
La fédération de Russie, alliée depuis l'époque soviétique du gouvernement chypriote grec pour des raisons religieuses, oppose son veto lors du vote sur le plan Annan, alléguant que « c'est aux populations chypriotes de régler le problème d'elles-mêmes »,. Toutefois, elle a développé des relations avec les deux communautés et a envoyé un émissaire spécial afin de recueillir les doléances auprès des parties turques et chypriotes. Or, si elle ne reconnaît pas l'existence de la RTCN pour des raisons de politique interne, elle reconnaît à la partie turque de l'île, le droit de commercer en toute liberté.

### Européenne
Lors de l'intégration de la république de Chypre en 2004, il a été établi de jure que c'était toute l'île qui était partie de l'Union européenne, ; de facto, seule la partie sud, officiellement reconnue, est intégrée au sein des institutions de l'UE,. Lors du sommet d'Helsinki en 1999, le Conseil européen souligne que : « la résolution de la partition de l'île n'est pas désignée comme une condition préalable à l'adhésion ».
La Commission européenne a commencé, dès 2004, à développer une politique d'ouverture entre les deux communautés ; elle a œuvré dans le sens de l'ouverture de points de passage dans la ligne verte, de l'échange de marchandises entre Chypriotes turcs et grecs, ainsi que de l'ouverture des ports et aéroports turcs aux passagers et marchandises chypriotes grecs. Le processus de négociation est soumis aux déséquilibres entre les deux communautés qui n'ont cessé de croître en ce qui concerne leur autonomie par rapport à leurs partenaires respectifs ; le statut d'État membre de l'Union européenne a permis à la partie sud de consolider sa situation sur la scène internationale. Auparavant, la république de Chypre et la Grèce étaient liées par des accords de défense commune et de coopération économique signés respectivement en 1994 et en 1996. L'idée de l'Énosis a alors été oubliée avec l'entrée de Chypre dans l'UE en 2004 et la sécurité politique, militaire, identitaire et économique offerte par cette dernière,.
En 2006, l'UE a adopté le règlement (CE) no 389/2006 pour mettre un terme à l'isolement de la communauté chypriote turque et l'aider à se préparer à la réunification. Une enveloppe de 259 millions d'euros a été affectée au programme pour une durée de cinq ans ; celui-ci s'inscrit dans le cadre plus large du Reconciliation and Peace Economics in Cyprus, un projet d'étude et d'actions en faveur du rapprochement des communautés mis en place par l'agence de coopération EuropeAid. Depuis 2011, l'assistance se poursuit sous la forme de dotations annuelles de 28 millions d'euros, utilisées pour consolider les résultats atteints et soutenir le processus des Nations unies appelé Action for Cooperation & Trust in Cyprus et conjointement financé avec l'USAID.

### Turque
La nécessité turque de résoudre la question chypriote est principalement liée à sa volonté d'entrer dans l'Union européenne,,. La Turquie demande en échange, de la part de la communauté internationale, qu'elle cesse les mesures d'isolement économique et commercial de la partie nord de l'île, mises en place par les pays européens. Le protocole additionnel d'Ankara, ratifié en juillet 2005 par la Turquie et l'Union européenne, prévoit l'ouverture des ports et aéroports turcs aux passagers et marchandises en provenance de la partie grecque de l'île de Chypre, ainsi que l'extension des dispositions de l'accord d'Ankara de 1963 (et notamment l'union douanière de la Turquie avec l'UE) aux dix nouveaux États membres dont Chypre fait partie et réciproquement,. Cependant, il est explicitement indiqué dans les documents échangés entre le gouvernement turc et les instances européennes que « la Turquie ne reconnaît en aucun cas la république de Chypre par la signature du protocole additionnel ».
Le président turc en poste en 2010, Abdullah Gül, a appelé, en accord avec l'ONU, les dirigeants chypriotes à trouver un accord autour de la division de l'île et hypothétiquement, à organiser un nouveau référendum,. Mais le refus du gouvernement turc de reconnaître officiellement la république de Chypre laisse la situation dans l'impasse en bloquant les négociations sur ce sujet et le processus d'adhésion de la Turquie. Peu avant la présidence chypriote du Conseil de l'UE (2e semestre 2012), elle annonce son intention de geler ses relations avec l'Union si aucune solution n'est trouvée quant à l'isolement de la partie nord de l'île par les États membres. De fait, la Turquie n'a assisté à aucune des réunions données par la présidence chypriote.
Une évolution des positions est toutefois envisageable ; en 2013, dans une situation quelque peu comparable, la Serbie a accepté de renoncer de facto à sa souveraineté sur le Kosovo (sans toutefois reconnaître formellement l'État sécessionniste) en échange d'une perspective d'adhésion à l'UE.

### Chypriote

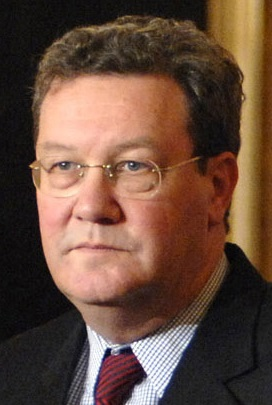
Alexander Downer, émissaire de l'ONU à Chypre.

Le rejet du plan Annan par la communauté chypriote grecque aboutit à la définition d'une nouvelle approche du différend par des négociations directes approuvée en 2006, cette fois, par Tássos Papadópoulos et par le représentant de la communauté chypriote turque élu en 2005, Mehmet Ali Talat. Un accord est signé le 8 juillet 2006 comportant des engagements sur les principes de la réunification de l'île, d'un règlement global des problèmes, du refus du statu quo et du lancement de discussions bicommunautaires. Il prévoit, entre autres, la mise en place de comités techniques sur les questions de la vie quotidienne et sous l'égide de l'ONU.
Dès 2008, Dimítris Khristófias, élu premier ministre de la partie chypriote grecque, démarre les discussions promises lors de sa campagne électorale avec son homologue chypriote turc, Mehmet Ali Talat. Les deux interlocuteurs se connaissent et partagent la même idéologie en faveur d'une réunification de l'île,. Cependant, la situation et les problèmes demeurent les mêmes qu'en 2004, à ceci près que Chypre est rentrée dans l'Union européenne et que la situation internationale est devenue plus complexe.
Dans un rapport, daté de mai 2010, de l'envoyé spécial de l'ONU à Chypre, Alexander Downer, il est fait état du changement de position du dirigeant chypriote turc Derviş Eroğlu qui serait passé d'une solution à deux États à la solution d'un seul État fédéral bi-communautaire et unifié,, comme le proposent les médiateurs européens et onusiens.
Soutenu par le gouvernement d'Ankara et par les « colons turcs », Eroğlu prônait jusqu'alors une solution négociée de « partenariat de deux États souverains », conservant, de fait, la souveraineté chypriote turque sur la partie nord de l'île, mais permettant de réunifier sur de nombreux points les deux entités (liberté de circulation, ouverture des ports et aéroports, fin des restrictions imposées par l'UE, développement économique, etc.).
Reprenant de manière inattendue les efforts de son prédécesseur Mehmet Ali Talat, le revirement d'Eroğlu constitue un espoir pour les deux populations chypriotes favorables au rapprochement. Downer, par son action d'intermédiaire, a permis la rencontre de Eroğlu et Dimítris Khristófias lors d'une réunion saluée par Ban Ki-moon comme « un nouveau pas vers la réunification ». Sa volonté de ne pas imposer le seul point de vue de l'ONU par des contraintes de temps et de résultats, a permis de « conclure la discussion sur une note positive puisque tous les points sur lesquels portaient la négociation sont arrivés à leur terme », sans toutefois que cela ne modifie en profondeur les réalités sur le terrain.
Avec l'élection de Níkos Anastasiádis, en mars 2013, le gouvernement chypriote réaffirme publiquement son ambition de poursuivre les efforts engagés depuis plusieurs années en vue de la réunification de l'île. Les États grec et turc font de même en décembre.